# Almatijska biskupija
Almatijska biskupija Presvetoga Trojstva (lat. Dioecesis Sanctissimae Trinitatis in Almata), kazahstanska katolička biskupija sa sjedištem u Almatiju. Prostire se na 711 000 km² u južnome dijelu države. Pripada astanskoj metropoliji. Prvostolna crkva je Katedrala Presvetoga Trojstva u Almatiju.
Utemeljena je 7. srpnja 1999. kao Almatijska apostolska uprava (administratura). Četiri godine kasnije uzdignuta je na razinu biskupije.
Brojidbeni podatci
| Godina | Broj katolika (procjena) | Stanovništvo | Udio katolika (u %) | Dijecezanski svećenici | Redovnički svećenici | Svećenici | Broj katolika po svećeniku | Trajni đakoni | Redovnici | Redovnice | Župe |
| ------ | ------------------------ | ------------ | ------------------- | ---------------------- | -------------------- | --------- | -------------------------- | ------------- | --------- | --------- | ---- |
| 2003.  | 50 000                   | 6 267 000    | 0,8                 | 10                     | 5                    | 15        | 3333                       |               | 8         | 6         | 7    |
| 2004.  | 50 000                   | 6 267 000    | 0,8                 | 11                     | 6                    | 17        | 2941                       |               | 9         | 7         | 7    |
| 2010.  | 50 000                   | 6 400 000    | 0,8                 | 11                     | 7                    | 18        | 2777                       |               | 10        | 18        | 9    |
| 2014.  | 40 000                   | 6 372 000    | 0,6                 | 9                      | 7                    | 16        | 2500                       |               | 8         | 18        | 10   |
| 2017.  | 40 000                   | 7 013 000    | 0,6                 | 11                     | 5                    | 16        | 2500                       |               | 6         | 22        | 10   |
| 2020.  | 41 000                   | 7 255 400    | 0,6                 | 14                     | 5                    | 19        | 2157                       |               | 8         | 21        | 11   |

## Vanjske poveznice
- Službene stranice Katoličke Crkve u Kazahstanu